# First Order

Vlag van de First Order

De First Order is een leger van de keizerlijke loyalisten in het Star Warsuniversum dat is ontstaan na de Galactische Burgeroorlog. 
Vijf jaar na de slag om Yavin en na de zware verliezen van alle vechtende partijen na de Slag om Jakku, komt een compromis (de Galactic Concordance) tot stand tussen het Galactische Keizerrijk en de Rebellenalliantie (nu de Nieuwe Republiek), waarbij de overgebleven Keizerlijke Loyalisten worden verbannen naar de onbekende regionen. De Keizerlijke Loyalisten verenigen zichzelf als de First Order, uit de as van het Galactische Keizerrijk. Een afsplitsing van de Nieuwe Republiek, het Verzet (onder leiding van Leia Organa) houdt de First Order in de gaten.
De commandant van de First Order is Kylo Ren, de naam die Ben Solo aanneemt na zijn overgang naar de Duistere Kant.
De First Order maakt deel uit van de laatste Star Wars-triologie, de vervolg- of sequel triologie bestaande uit The Force Awakens, The Last Jedi en  The Rise Of Skywalker. De opkomst van de First Order behoort ook tot de verhaallijn van The Mandalorian.

## Thema in pretparken
De First Order speelt ook een rol in de nieuwe tijdelijke verhaallijn Star Wars Hyperspace Mountain gekoppeld aan Space Mountain in de Disneyparken van Anaheim (2015-2017), Hongkong (2016-) en Parijs (2017-2019). Gegeven de populariteit in Hongkong bestaat de optie dat de overlay daar een permanent karakter krijgt. De oudste van de vier Space Mountains, deze in het Magic Kingdom, kreeg nooit een Star Wars overlay. In Anaheim is er een tweede attractie die permanent Star Wars met de First Order als thema heeft, Millennium Falcon: Smugglers Run, een tweede installatie is voorzien in de zomer van 2019 in Disney's Hollywood Studios.